# 川原奈穂樹
川原 奈穂樹（かわはら なおき、1970年（昭和45年）3月7日 - ）は、日本の空手家（新極真会空手参段）、元プロボクサー。秋田県出身。新極真会川崎東湘南支部（川原道場）支部長。

## 略歴
1986年　極真カラテ入門。
2003年　新極真会川崎東川原道場を設立。
2004年　川崎区内の大師・渡田・藤崎に空手教室を開設。
2005年　第3回空手ワールドカップの日本代表コーチ。
2007年　第9回全世界空手道選手権大会の日本代表コーチ。
2009年　逗子道場を開設。
2015年　鶴見市場に本部道場移転。

## フルコンタクト空手戦績
- 第24・25・28回全日本大会 ベスト16
- 第26回全日本大会8位 技能賞受賞
- 第6回全世界大会 ベスト16

## プロボクシング戦績
- 2000年　11月、東日本ミドル級新人王　同年12月、全日本ミドル級新人王
- 2002年　日本ミドル級タイトルマッチ 挑戦

最高位日本ミドル級3位　最終成績8戦6勝2敗